# Коронавірусна хвороба 2019 у Буркіна-Фасо
Коронаві́русна хворо́ба 2019 у Буркі́на-Фасо́ — розповсюдження пандемії коронавірусу територією Буркіна-Фасо.
Про виявлення перших двох випадків коронавірусної хвороби на території Буркіна-Фасо було заявлено 9 березня 2020 року.
Станом на 8 квітня 2020 року у країні 384 лабораторно підтверджених випадки захворювання на COVID-19. 19 людей померло.

## Хронологія
9 березня 2020 року міністр охорони здоров'я Буркіна-Фасо повідомив про виявлення перших двох випадків коронавірусної хвороби у країні. Інфікованими були чоловік та дружина, які напередодні повернулися з Франції, після виявлення хвороби їх було ізольовано.
13 березня було підтверджено третій випадок — це особа, яка контактувала з першими двома інфікованими у країні.